# Pierre Yovanovitch
Pierre Yovanovitch est un architecte d'intérieur et designer français. Il a fondé son agence d'architecture intérieure à Paris, en France, en 2001.
Vingt ans plus tard, il crée sa société de mobilier. L’approche de Pierre Yovanovitch combine un travail sur mesure et un savoir-faire artisanal.
L'agence, basée à Paris et à New York, emploie plus de 120 collaborateurs et travaille sur des projets internationaux incluant des résidences privées, hôtels, restaurants et scénographies d'expositions pour des institutions artistiques et culturelles.
En 2024, le groupe Pierre Yovanovitch a repris la manufacture de mobilier d'Argentat, ainsi que sa filiale ECART International, fondée par Andrée Putman.

## Pierre Yovanovitch Architecture Intérieure

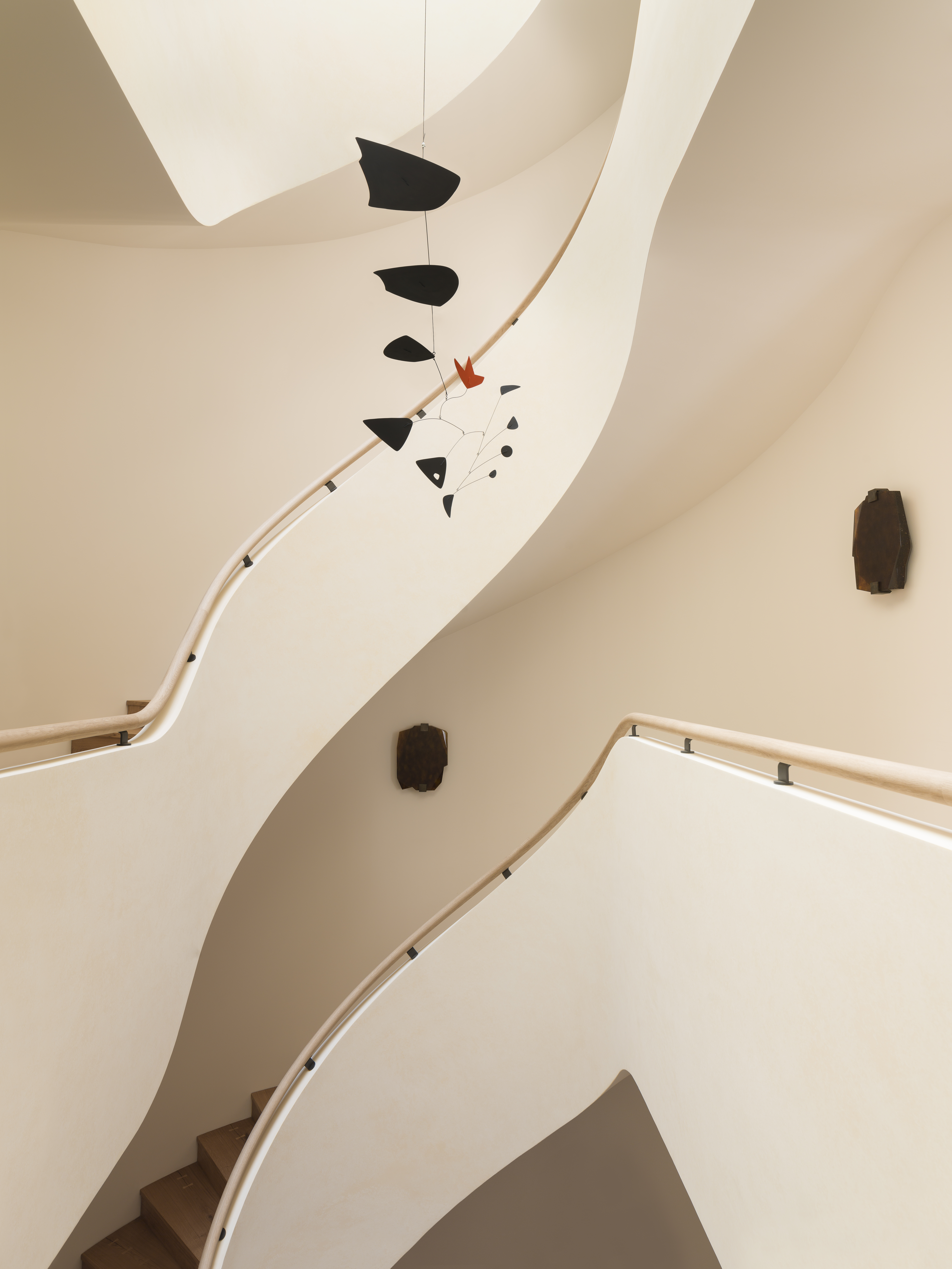
Pierre Yovanovitch Mobilier New York (2023).

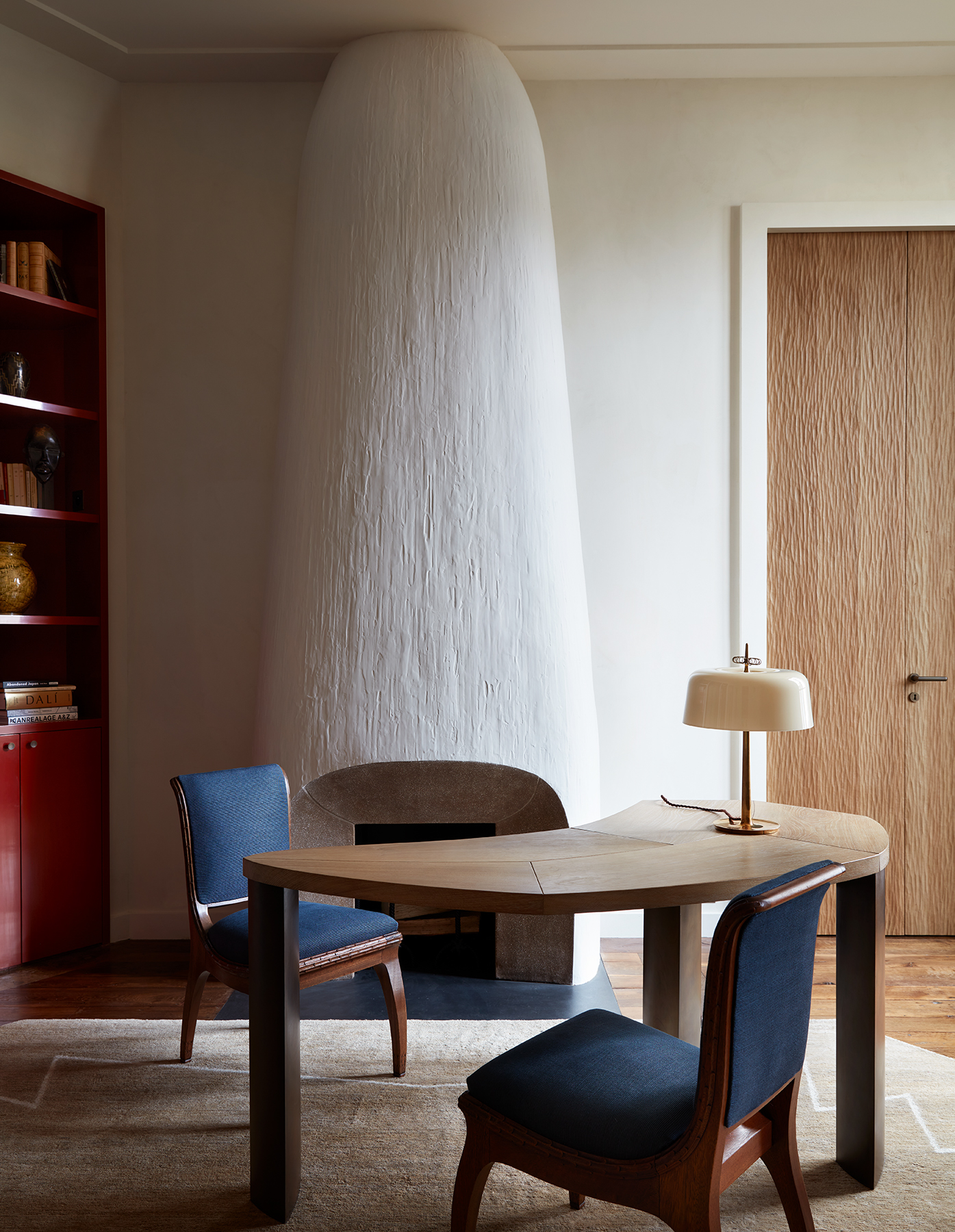
Résidence parisienne conçue par Pierre Yovanovitch (2022).

Pierre Yovanovitch développe une approche architecturale axée sur les volumes, les proportions et la lumière, en employant des matériaux à la fois bruts et durables.
La collaboration avec des artistes et artisans occupe une place centrale dans ses projets. Il intègre des œuvres contemporaines dans ses intérieurs et commande des pièces à des artistes reconnus comme Francesco Clemente, Claire Tabouret, Tadashi Kawamata, Johan Creten, Matthieu Cossé, Richard Nonas ou Yan Pei-Ming, ce qui contribue au caractère poétique de ses réalisations. Ses premiers clients étant des collectionneurs, l’art est rapidement devenu un élément clé de son approche en architecture intérieure.
Dans ses intérieurs, Pierre Yovanovitch sélectionne également des pièces de mobilier vintage, principalement scandinaves et américaines du début du XXe siècle, de designers, repérées dans des galeries d'art et d'antiquités,.

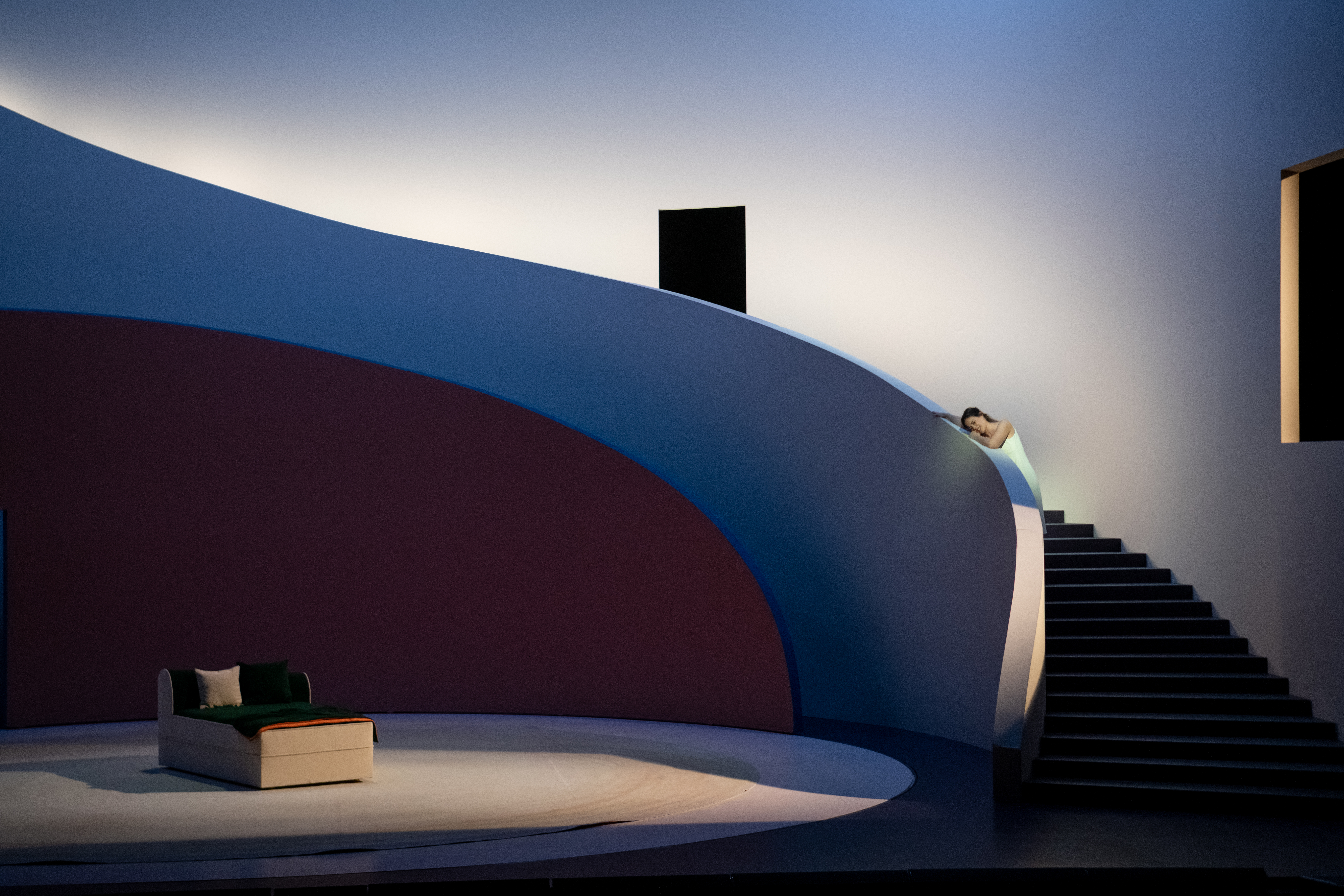
Scénographie de l’Opéra Rigoletto au Theater Basel en Suisse (2023).

En janvier 2023, il collabore avec Vincent Huguet pour la mise en scène de l’opéra Rigoletto à Bâle.

## Biographie
Pierre Yovanovitch a grandi à Nice, en France, avec un père industriel d'origine serbe et une mère française,.

### Pierre Cardin
Après avoir obtenu son baccalauréat à Nice et étudié en école de commerce à Paris, Pierre Yovanovitch a rencontré Pierre Cardin. Pendant près de huit ans, Pierre Yovanovitch a travaillé pour Cardin en tant que responsable et designer de prêt-à-porter masculin pour le Benelux,. Il a créé son agence d'architecture intérieure après avoir réaménagé son premier appartement parisien, développant sa notoriété dans le monde de la décoration grâce aux recommandations de son réseau et à des rencontres influentes,.

### Pierre Yovanovitch Mobilier
Créée en 2021, la société Pierre Yovanovitch Mobilier fait partie du Groupe Pierre Yovanovitch, fondé vingt ans plus tôt. Son activité porte sur la conception, l’édition et la fabrication de meubles, de luminaires et d’objets de décoration,.
Résultant du savoir de Pierre Yovanovitch dans la conception sur mesure de ses intérieurs, et à la suite du succès de ses deux collections de mobilier lancées à la galerie R & Company à New York (en 2017 et 2019), les pièces Pierre Yovanovitch Mobilier sont conçues et fabriquées selon des normes de qualité élevées. L’entreprise se concentre sur le travail des matières premières telles que le bois, provenant de sources locales et durables, et le verre soufflé à la main, pour n'en citer que quelques-uns.
La société Pierre Yovanovitch Mobilier (PYMO) développe et vend des pièces à des clients professionnels ou particuliers.
La fabrication du mobilier PYMO est confiée à des artisans d’art, pour la plupart installés en France. Des savoir-faire sont mis en lumière, allant de l’ébénisterie à la métallurgie, en passant par la tapisserie et le travail du verre ou de la céramique. D'autres métiers comme le travail de la pierre, du plâtre, et d’autres matériaux composites sont également présentés dans ces pièces.
En 2023, Pierre Yovanovitch Mobilier a ouvert ses premières galeries à Paris et à New York.

### Château de Fabrègues
Le château de Fabrègues, résidence de Pierre Yovanovitch, se situe au nord du Var, en Provence. Cette propriété, construite au début du XVIIe siècle, appartenait à la famille Fabrègues, des artisans anoblis au XVIe siècle. Acquis en 2009, l’édifice est depuis patiemment restauré par Pierre Yovanovitch.

### Le groupe Pierre Yovanovitch et D’Argentat ainsi qu’ECART International

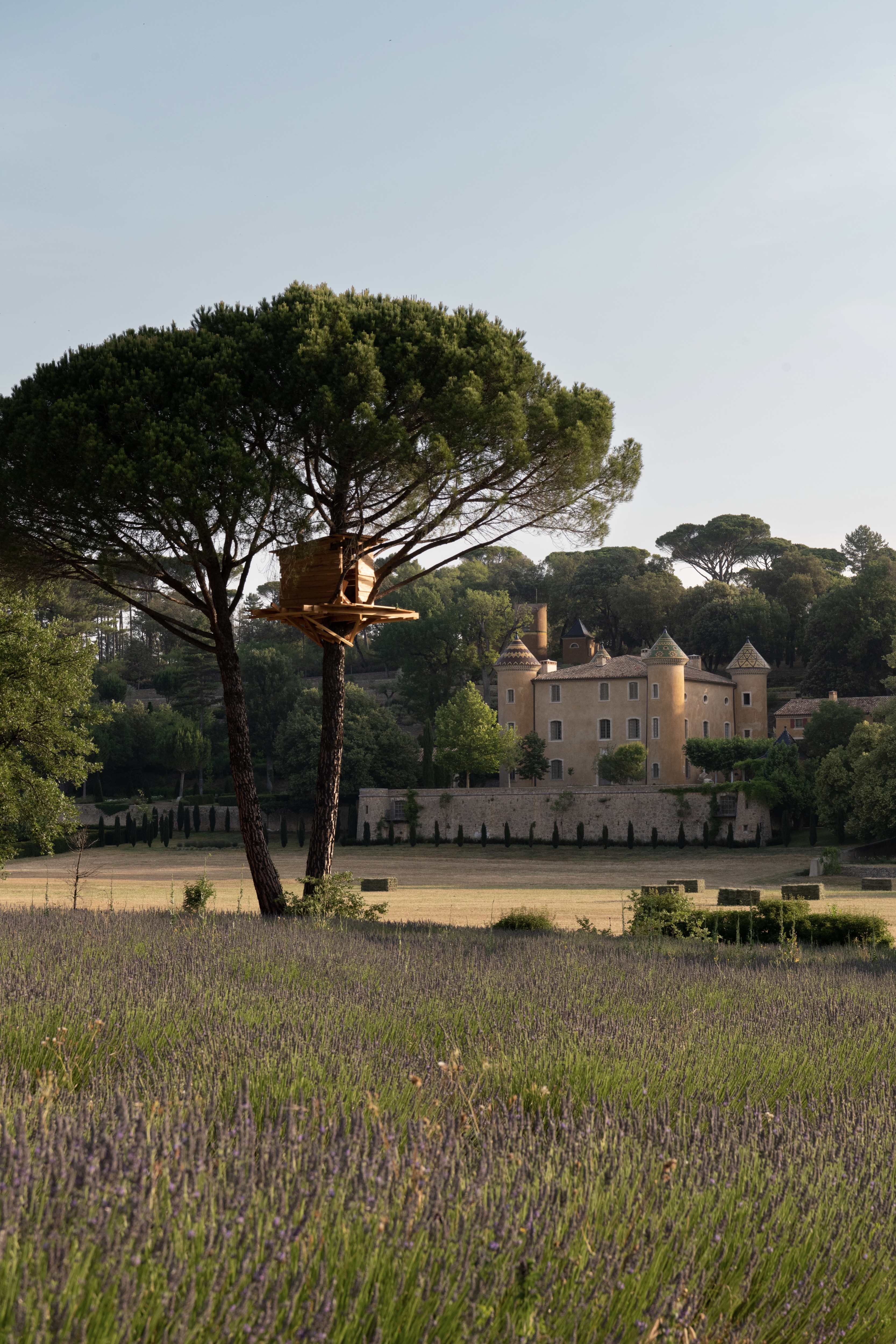
Château de Fabrègue (2022).

Le Groupe Pierre Yovanovitch, qui collabore depuis plus de dix ans avec la manufacture d'Argentat, spécialisée dans le mobilier et l'artisanat français, a acquis cette manufacture corrézienne en mars 2024,. Cette opération permet au groupe d'acquérir également sa filiale, Ecart International, un éditeur de mobilier et de design fondé par Andrée Putman.

## Style et influences

### Design historique
Pierre Yovanovitch s’inspire de mouvements décoratifs variés, notamment le courant suédois des années 1920, « Grâce Suédoise »,, influencé par des créateurs comme Axel Einar Hjorth et Erik Gunnar Asplund. Il porte également un intérêt aux designers américains du début du XXe siècle, tels que Paul László et James Mont, qui privilégiaient des matériaux comme l'acier et le bois. Les designers français Jean Royère, Jean-Michel Frank et Pierre Chareau, ainsi que les architectes Le Corbusier, Walter Gropius, Tadao Ando, Renzo Piano et John Pawson, font également partie de ses inspirations,,.

### Art Contemporain
Pierre Yovanovitch intègre fréquemment des œuvres d’art contemporain dans ses intérieurs, travaillant avec des artistes pour des commandes spécifiques. Il a notamment collaboré avec Claire Tabouret, Richard Nonas, et Yan Pei-Ming pour des créations in-situ,,. Cette démarche s'inspire de ses débuts avec des clients collectionneurs, et il continue à privilégier des partenariats avec des galeries et artistes pour enrichir et personnaliser ses projets.

### Storytelling

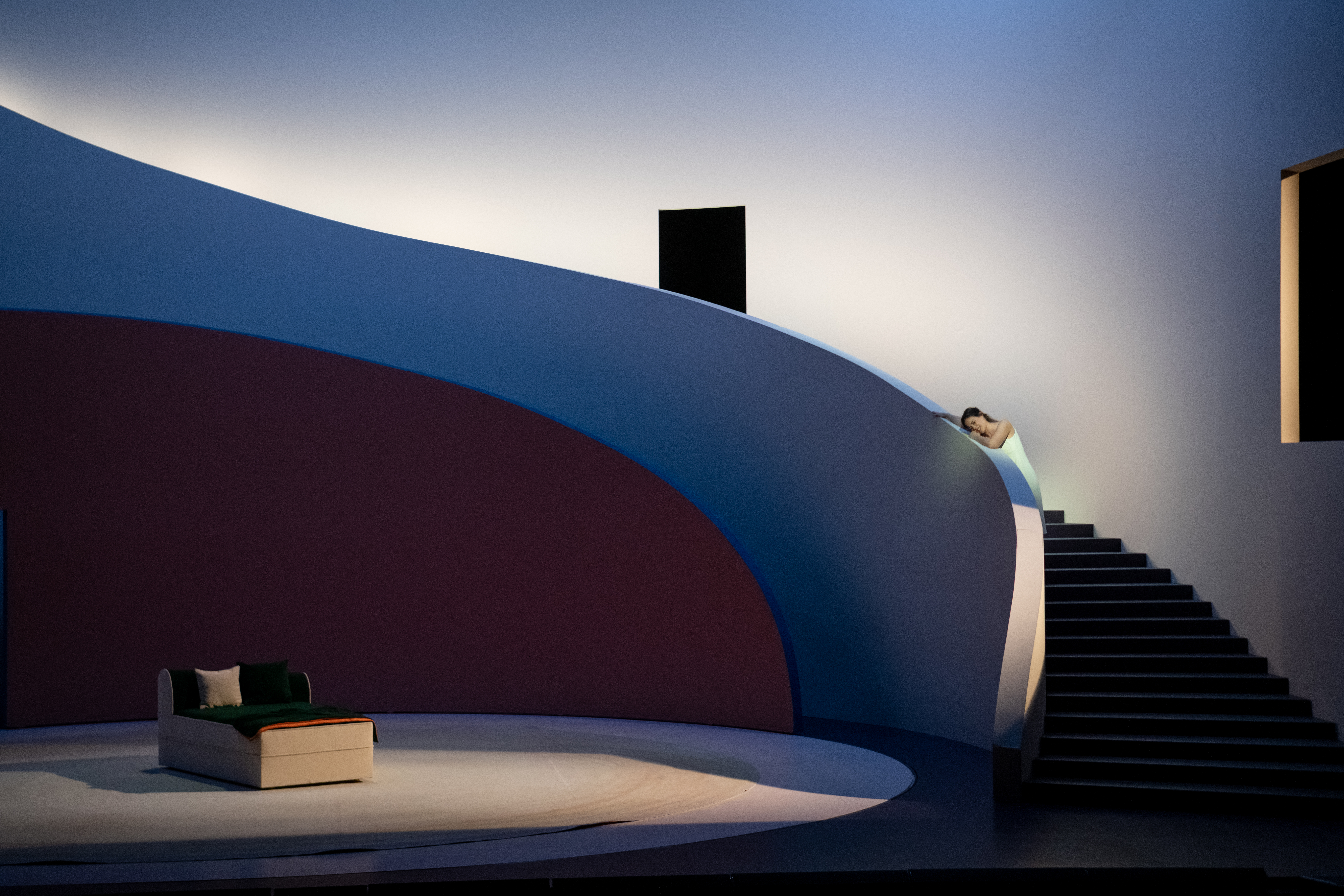
Scénographie de l’Opéra Rigoletto au Theater Basel en Suisse (2023).

La narration joue un rôle significatif dans la démarche de Pierre Yovanovitch, qui vise à créer un lien entre l’espace et ses occupants en intégrant l’histoire du lieu ou du client. En janvier 2023, il collabore avec Vincent Huguet pour la mise en scène de l’opéra Rigoletto à Bâle.

## Prix et conférences
Pierre Yovanovitch figure depuis plusieurs années consécutives sur la  liste AD100 de l'Architectural Digest ainsi que sur la liste A-List du magazine ELLE Décor,. En 2019, il a été désigné Designer of the Year par le magazine Wallpaper.